# 亨利山 (杜費克海岸)
亨利山（英語：Mount Henry），是南極洲的山峰，位於杜費克海岸，處於凱芬山東南面7公里的比爾德摩爾冰川東岸，海拔高度1,675米，由英國探險隊發現和命名，現時由南極條約體系管理。